# 카린 슈베르트

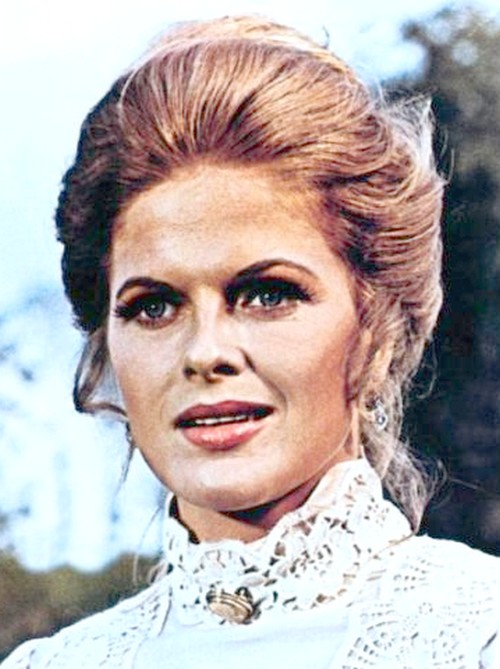

카린 슈베르트(독일어: Karin Schubert, 1944년 11월 26일 ~ )는 독일의 포르노 배우이다. 1970~1980년대 활동했다.
함부르크에서 태어났다.

## 영화
- 블랙 비너스 (1983년)
- 전세계 속의 엠마뉴엘 (1977년)
- 엠마뉴엘 인 아프리카 (1975년)
- 꼼빠네로스 (1970년) - 자이라 역
- 푸시캣, 푸시캣, 아이 러브 유 (1970년)